# Vallet
 Vallet  es una población y comuna francesa, situada en la región de Países del Loira, departamento de Loira Atlántico, en el distrito de Nantes y cantón de Vallet.

## Demografía
| 4479 | 4603 | 4984 | 5717 | 6116 | 6807 |
| Para los censos de 1962 a 1999 la población legal corresponde a la población sin duplicidades (Fuente: INSEE [Consultar]) |      |      |      |      |      |